# 郭飞雄
杨茂东（1966年8月2日—，网名郭飞雄），中国维权人士、独立作家。出生于湖北省谷城县。曾參與1989年學運，是中国新公民运动的重要参与者和领导者之一。郭曾言「反宪政者，皆国贼也。」。曾因維權行動、為法輪功辯護聲援、要求中共官员财产公开而四次被中國共產黨當局關押，有上百位律師加盟成立郭飛雄的法律後援團。2006至2011年曾入狱五年。2013年8月8日被以涉嫌“聚众扰乱公共场所秩序”罪刑拘並遭酷刑，于2015年11月27日被判刑6年；郭在入獄後健康急速惡化，出现口腔大出血、行走不稳等症状，2016年4月傳出性命危急，但监狱方还拒绝提供及时救治，高智晟律師寫信聲援也遭當局攔截，引發關注聲援，國際特赦組織發表緊急行動聲明。出狱后一年多，传出流亡美国的妻子病重，但被边控无法登机。2022年1月被以涉嫌“煽动颠覆国家政权罪”第三次入狱，2023年5月8日被判入狱八年。

## 早年
曾随父母下放农村九年，經歷底層百姓貧苦。1988年7月毕业于上海华东师范大学哲学系，分配到武汉市职工医学院（该校后来并入江汉大学）工作，曾任哲學教師。曾積極參與1989年學運。1991年南下广东，从事多种职业。1993年至2001年主营民间出版，后以写作谋生。

## 維權生涯
郭在2001年放下優渥生活，投入民權運動。2005年4月底，因为申请反对日本右翼的“五四”抗议游行，被北京市公安局以“涉嫌聚众扰乱社会秩序”拘留15天。

### 民間維權及聲援法輪功
2005年7月，作为北京晟智律师事务所的法律顾问，南下广东参与了南海、佛山、番禺等地的民间维权工作。7月底参与太石村罢免事件並提供法律谘助，他在第一时间在个人网志上向网络读者们提供太石村事件进展信息。9月13日晚被广州番禺公安局刑事拘留後绝食抗争。系狱期间，他就囚犯被强制劳改上书广东当局。2005年12月27日，公诉机关决定對其不予起诉並隨即释放。出狱后，他公开描述了其在狱中的经历，特别说明了审查人员通过睡眠剥夺等方式对他进行过刑讯逼供。
此后郭飞雄一直被当局和不明身份者跟踪与干涉。2006年2月3日郭飞雄在试图拍下秘密跟踪者时与對方发生冲突，被派出所带走，在所内被传唤了10多个小时。2月4日零点30分左右，被放行的郭飞雄在派出所大厅被秘密跟踪者在警察面前拖出殴打，此事促使高智晟、郭飞雄以及其它维权人士发起绝食接力活动。
郭飛雄2006年表示，中國當前遭受當局迫害面積最大、最殘酷的就是法輪功群體，郭支持國際組織赴大陸全面調查法輪功受迫害真相，這是促進中國法治的當務之急。郭以自己在湖北的遭遇，指出警察親口說「認為只要你是法輪功就可以不講法，就可以隨便可以給你綁架起來。」完全剝奪一個龐大的人群所有的法律權利、對其為所欲為，形同「半集中營」狀態。
高智晟因发起绝食接力活动在2006年8月被捕，郭飞雄因展开营救活动，随后在广州被以非法经营罪刑事拘留，指控他五年前做书商时涉及非法出版，但他向律师透露当局审讯内容多围绕高智晟与太石村罢免事件。郭飞雄拘押期间更有两个月曾被送往辽宁看守所。该案前后经过二次退回公安机关补充侦查，2007年5月15日，广州市检察院决定起诉郭飞雄。郭飞雄秘密关押期间遭受包括“用电棍击打男性生殖器”等方式的酷刑逼供。2007年11月12日，广州市天河区法院裁定「非法经营」罪名成立，判其有期徒刑5年及罚款4万元，送往廣東梅州監獄服刑。多个人权组织强烈谴责裁决不公，对他的审判在法律程序上存在着严重缺陷，认为当局是假借经济罪名对异见人士进行政治迫害。于2011年9月12日終刑满獲釋。
2009年8月15日，郭飞雄委托的律师刘士辉被非法剥夺执业资格。郭飛雄曾遭到中共公安包括电警棍电击生殖器的酷刑逼供，郭因不堪侮辱与酷刑而撞玻璃自杀未遂。

### 新公民運動及推動官員公布財產
2013年《南方周末》新年特刊事件中，郭飞雄组织公民群体声援南周编辑。
2013年4月，中国八个城市发生公民街头举牌要求中共官员公布财产，郭飞雄被认为是组织协调者之一。2013年8月8日郭飞雄被刑拘。
2013年8月8日23時被刑拘，罪名是涉嫌「聚眾擾亂公共場所秩序罪」。 前往探视的律师遭到阻挠，直到三个月后的11月14日，代理律师陈光武才得以与郭飞雄接触。据陈光武了解，郭飞雄被指控的“犯罪”事实主要两点，一是郭组织、策动2013年初南周事件的部分街头抗议活动；二是今年4月，武汉、长沙、广州、深圳等八个城市有维权人士发起要求官员财产公示以及要求人大批准《公民权利与政治权利公约》的街头举牌行动，警方指控这些活动均为郭飞雄一手组织、策划。
该案于2014年11月28日在广州公开审理。
2015年11月27日，郭飛雄據報被廣州天河區法院裁定，聚眾擾亂公共場所秩序、及尋釁滋事罪罪成，兩罪並罰，判囚6年。天河区法院还将刘远东判三年，孙德胜被判两年六个月。郭飞雄发表声明说：“这个判决是反正义、反法律的，是中国反民主的黑暗势力对我和孙德胜所作的卑劣的政治迫害。我们是完全无罪的。”美、加、英、德四國家大使馆外交官员都到法庭现场声援郭飞雄案，法院附近所有路口都有警察及便衣把守，並要求查看路人身份证。至2019年8月7日早上由广东英德监狱刑滿釋放。

### 妻子在美国病逝无法探视及第三次入狱
2020年1月，郭飞雄在美国流亡的妻子張青不幸於罹患腸癌；2021年1月28日，郭飞雄在上海浦东机场准备搭机赴美探望癌妻时，被边检以“危害国家安全”为由逮捕，下落不明。
2021年11月29日，郭飛雄再次向中國總理李克強發出公開信，要求當局能放他出境赴美探望癌妻，但依然沒有回音，同年12月5日再度被扣押。
2022年1月10日凌晨一点多，张青突然昏迷，抢救不果，于當天清晨病逝。同年1月14日，对华援助协会稱广州国保大队警察放出风声称郭飞雄已被正式逮捕，並稱他「不可能出国」。
2022年1月12日，经广州市检察院批准，被广州市公安局以涉嫌煽动颠覆国家政权罪正式逮捕。
2023年5月11日，郭飛雄因煽動顛覆國家政權罪被判八年有期徒刑，而美國等多國外交官表示被禁止入庭，美國駐華使領館於推特上呼籲郭先生盡快獲釋，以便他可以與家人團聚。

## 家庭
郭飛雄已婚並育有一對子女。在郭於2006年因高智晟案被拘留後，其妻張青攜子女經泰國輾轉出境，赴美進修半工讀，並於2009年11月獲美國批出政治庇護，並於马里兰州定居。2022年1月10日清晨，张青病故。

## 榮譽

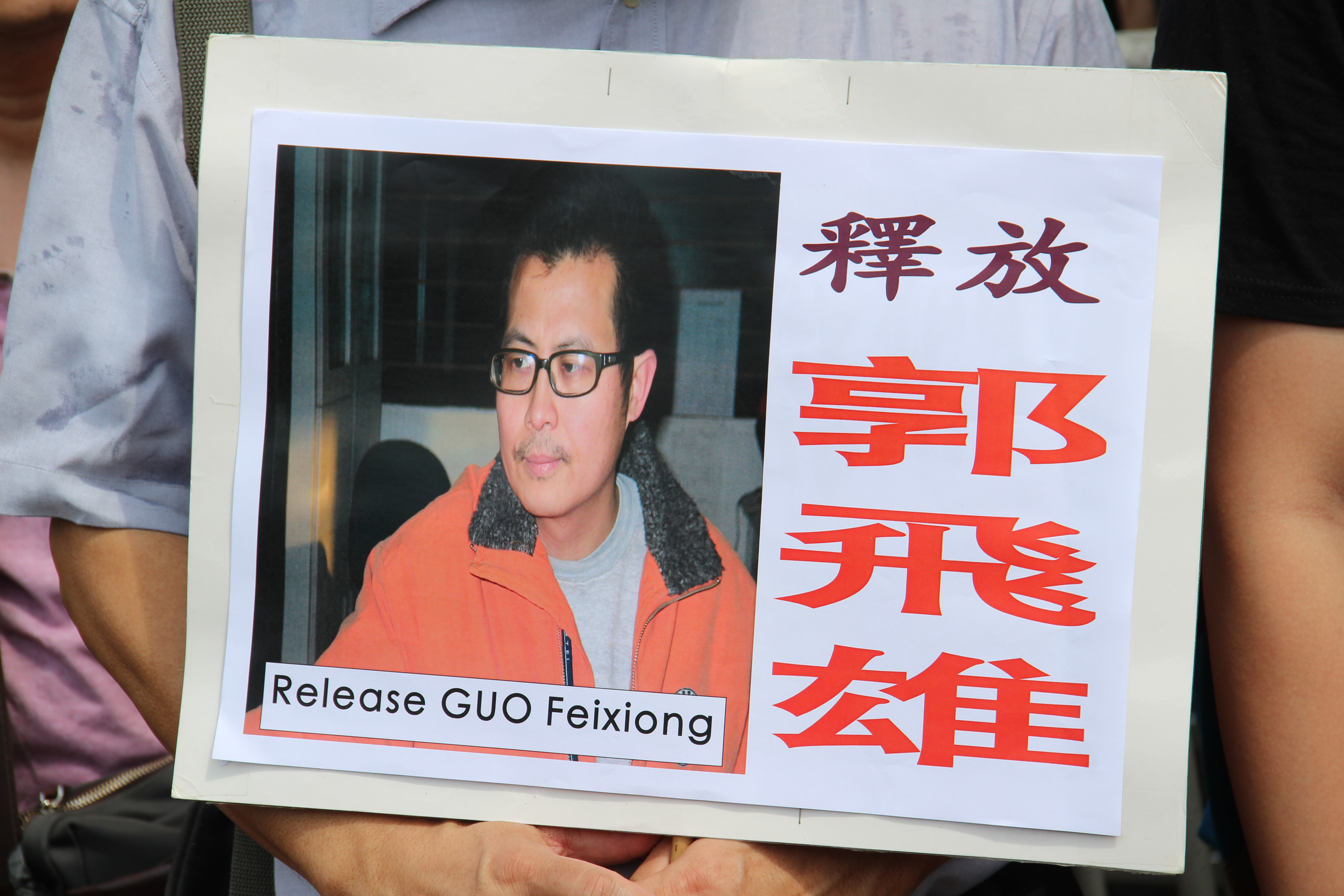
2016年5月8日，香港支联会等团体举行抗议活动，要求释放狱中郭飞雄。

- 獲愛爾蘭人權組織頒發2015年「前线卫士奖」，因為他為被迫迁村民、遭迫害的法轮功修炼者、记者辯護。頒獎人稱郭「是人类精神中忍耐的标志，他象征着生存意志、自由思想和有价值的生命」。[32]
- 中国民主党全国委员会2015年抗暴勇氣獎。[33]
- 中國民主教育基金會2014年10月頒發第28屆傑出民主人士獎。[34]
- 郭妻張青獲美國21世紀中國基金會頒發，2008年第六屆「受難者家人獎」[35]。
- 魏京生第三屆中國民主鬥士獎，2006年[6]。
- 《亚洲周刊》2005年风云人物（廣東太石村農民民主抗爭）[6]。